# Benthophilus
Benthophilus is een geslacht van straalvinnige vissen uit de familie van grondels (Gobiidae). Het geslacht is voor het eerst wetenschappelijk beschreven in 1831 door Eichwald.

## Soorten
- Benthophilus baeri Kessler, 1877
- Benthophilus casachicus Ragimov, 1978
- Benthophilus ctenolepidus Kessler, 1877
- Benthophilus durrelli Boldyrev & Bogutskaya, 2004
- Benthophilus granulosus Kessler, 1877
- Benthophilus grimmi Kessler, 1877
- Benthophilus kessleri Berg, 1927
- Benthophilus leobergius Berg, 1949
- Benthophilus leptocephalus Kessler, 1877
- Benthophilus leptorhynchus Kessler, 1877
- Benthophilus macrocephalus (Pallas, 1787)
- Benthophilus magistri Iljin, 1927
- Benthophilus mahmudbejovi Ragimov, 1976
- Benthophilus nudus Berg, 1898
- Benthophilus ragimovi Boldyrev & Bogutskaya, 2004
- Benthophilus spinosus Kessler, 1877
- Benthophilus stellatus (Sauvage, 1874)
- Benthophilus svetovidovi Pinchuk & Ragimov, 1979